# جوغنو (كوه بنج)
جوغنو (بالفارسية: جوغنو) هي قرية تقع في إيران في البلدة المركزية.